# Maryna Skolota
Maryna Skolota (ukrainisch Марина Сколота; * 5. November 1963 in der Region Krasnojarsk) ist eine ehemalige ukrainische Biathletin.
Maryna Skolota lebt in Sumy und arbeitet als Elektrikerin. Sie begann 1989 mit dem Biathlonsport. Nachdem 1991 die Sowjetunion aufgelöst worden war, rückte sie in den Nationalkader des neuen Staates Ukraine. Zum Auftakt der Saison 1992/93 gab sie ihr Debüt im Weltcup und wurde 29. eines Einzels. Ihre erfolgreichste Saison hatte sie 1993/94. In Ruhpolding erreichte sie im Sprint als Achte erstmals eine Top-Ten-Platzierung und verbesserte das Resultat wenig später in Antholz bis auf einen sechsten Rang im Sprint. Höhepunkt der Karriere wurden für Skolota die Olympischen Winterspiele 1994 in Lillehammer. Dort wurde sie 33. des Sprints und mit Walentyna Zerbe-Nessina, Olena Petrowa und Olena Subrylowa Fünfte in der Staffel. Ihre letzten Weltcuprennen bestritt die Ukrainerin 1995. 1998 kam sie in Osrblie bei den Sommerbiathlon-Weltmeisterschaften nochmals zu einem Einsatz bei einer internationalen Meisterschaft und belegte sowohl im Sprint wie auch im Verfolgungsrennen 12. Ränge.

## Weltcup-Platzierungen
Die Tabelle zeigt alle Platzierungen (je nach Austragungsjahr einschließlich Olympische Spiele und Weltmeisterschaften).
- 1.–3. Platz: Anzahl der Podiumsplatzierungen
- Top 10: Anzahl der Platzierungen unter den ersten zehn (einschließlich Podium)
- Punkteränge: Anzahl der Platzierungen innerhalb der Punkteränge (einschließlich Podium und Top 10)
- Starts: Anzahl gelaufener Rennen in der jeweiligen Disziplin
- Staffel: inklusive Mixed-Staffel

| Platzierung                                                                                                | Einzel | Sprint | Verfolgung | Massenstart | Team | Staffel | Gesamt |
| --- | ------ | ------ | ---------- | ----------- | ---- | ------- | ------ |
| 1. Platz                                                                                                   |        |        |            |             |      |         |        |
| 2. Platz                                                                                                   |        |        |            |             |      |         |        |
| 3. Platz                                                                                                   |        |        |            |             |      |         |        |
| Top 10 |        | 2      |            |             |      | 1       | 3      |
| Punkteränge                                                                                                |        | 2      |            |             |      | 1       | 3      |
| Starts | 6      | 7      |            |             |      | 1       | 14     |
| Stand: Karriereende, einschließlich Weltmeisterschaften und Olympischen Spielen, Daten wohl nicht komplett |        |        |            |             |      |         |        |